# District de Poltár
Le district de Poltár est un des 79 districts de Slovaquie. Il est situé dans la région de Banská Bystrica.

## Démographie

### Évolution de la population
| Année:               | 1994.  | 2004.   | 2014.   | 2024.   |
| -------------------- | ------ | ------- | ------- | ------- |
| Nombre de personnes: | 23 209 | 22 893  | 22 074  | 20 135  |
| Différence:          |        | -1,36 % | -3,57 % | -8,78 % |

| Année:               | 2023.  | 2024.   |
| -------------------- | ------ | ------- |
| Nombre de personnes: | 20 247 | 20 135  |
| Différence:          |        | -0,55 % |

## Liste des communes

### Ville
- Poltár

### Villages
Breznička, Cinobaňa, České Brezovo, Ďubákovo, Hradište, Hrnčiarska Ves, Hrnčiarske Zalužany, Kalinovo, Kokava nad Rimavicou, Krná, Mládzovo, Málinec, Ozdín, Rovňany, Selce, Sušany, Šoltýska, Uhorské, Utekáč, Veľká Ves, Zlatno